# HMS Woodruff (K53)
HMS Woodruff (K53) je bila korveta razreda flower Kraljeve vojne mornarice, ki je bila operativna med drugo svetovno vojno.

## Zgodovina
Ladjo so leta 1947, nato pa je bila preurejena v trgovsko ladjo, nosilko boj in kitolovko. Leta 1959 so ladjo razrezali v Odenseju.